# بانكسيا جميلة
بنكسية جميلة (الاسم العلمي: Banksia pulchella) هي نوع نباتي يتبع جنس البنكسية من فصيلة البروطية.